# BFC Siófok
Bodajk Futball Club Siófok (BFC Siófok, Bodajk FC) – węgierski klub piłkarski z siedzibą w mieście Siófok.

## Historia

### Chronologia nazw
- 1921: Siófoki Sport Egyesület
- 1949: Siófoki Dolgozók SE
- 1950: Siófoki Építők SE
- 1953: Siófoki Spartacus SE
- 1955: Siófoki Vörös Meteor
- 1956: Siófoki Bányász SK
- 1957: Siófoki MÁV
- 1957: Siófoki Olajmunkás/Olajbányász
- 1963: Siófoki Bányász SK/SE
- 1998: Siófok FC
- 1999: Balaton TV-Siófok FC
- 1999: Siófok FC
- 2003: Balaton FC
- 2005: Bodajk FC Siófok
- 2011: FGSz Siófok

Klub założony został w 1921 roku pod nazwą Siófoki Sport Egyesület, co można przetłumaczyć jako Stowarzyszenie Sportowe miasta Siófok.
W 1956 roku klub stał się klubem resortowym i przyjął nazwę Siófoki Bányász, co tłumaczy się jako Górnik Siófok. Nazwę tę nosił – z przerwami – aż do 1998 roku.
W 1984 roku klub osiągnął swój największy sukces, pokonał w finale Pucharu Węgier Győr ETO FC 2:1. Dwa lata później awansował pierwszy raz do NB I. Pierwszy pobyt w ekstraklasie trwał 9 sezonów. Siófok grał do 2007 roku w ekstraklasie jeszcze 6 sezonów.
W 2004 roku połączył się z Diósgyőri VTK Miszkolc, który wszedł w jego miejsce do NB I, a klub z Siófok grał w NB II. Obecna nazwa wzięła się od klubu, z którym Siófok wszedł w fuzję w 2005 roku.
Sezon 2006/07, dzięki odjęciu Haladásowi 8 punktów, Bodajk zakończył na 1. miejscu w zachodniej grupie NB II.

## Osiągnięcia
- 4. miejsce w lidze:1991/92, 2003/04
- Puchar Węgier: 1983/84
- Finał Pucharu: –
- W lidze (17 sez. na 108): 1985/86-1993/94, 1996/97-1999/00, 2002/03-2003/04, 2007/08-

## Europejskie puchary
Legenda do wszystkich tabel:
- Q – runda eliminacyjna, 1/16, 1/8, 1/4, 1/2 – odpowiednia faza rozgrywek, Grupa – runda grupowa, 1r gr – pierwsza runda grupowa, 2r gr – druga runda grupowa, F – finał, R – runda, PO – play-off
- k. – rzuty karne, los. – losowanie, Dogr. – dogrywka, w. – zasada bramek strzelonych na wyjeździe

| Sezon   | Rozgrywki                 | Runda | Klub      | Dom | Wyjazd | Ogólnie |
| ------- | ------------------------- | ----- | --------- | --- | ------ | ------- |
| 1984/85 | Puchar Zdobywców Pucharów | 1R    | AE Larisa | 1–1 | 0–2    | 1–3     |